# Пјетраферацана
Пјетраферацана (итал. Pietraferrazzana) је насеље у Италији у округу Кјети, региону Абруцо.
Према процени из 2011. у насељу је живело 152 становника. Насеље се налази на надморској висини од 349 м.

## Становништво
Према резултатима пописа становништва 2011. у општини је живело 128 становника.
| 1931. | 1936. | 1951. | 1961. | 1971. | 1981. | 1991. | 2001. | 2011. |
| ----- | ----- | ----- | ----- | ----- | ----- | ----- | ----- | ----- |
| 627   | 600   | 521   | 405   | 308   | 179   | 164   | 152   | 128   |